# 習志野市ハッピーバス
習志野市コミュニティバス（ならしのしコミュニティバス〈愛称：ハッピーバス〉）は、千葉県習志野市で運行されるコミュニティバス。
愛称のハッピーバスは公募により決定された。「市民みんなの足となってハッピーな笑顔を運んでほしい」という願いが込められている。
京成バス新都心営業所が事業主体として運行する。2012年8月21日までは旧船橋営業所茜浜車庫の管轄であったが、旧船橋営業所花輪車庫へ移管された。2012年12月23日のダイヤ改正実施に合わせ、新都心営業所へ移管された。

## 概要

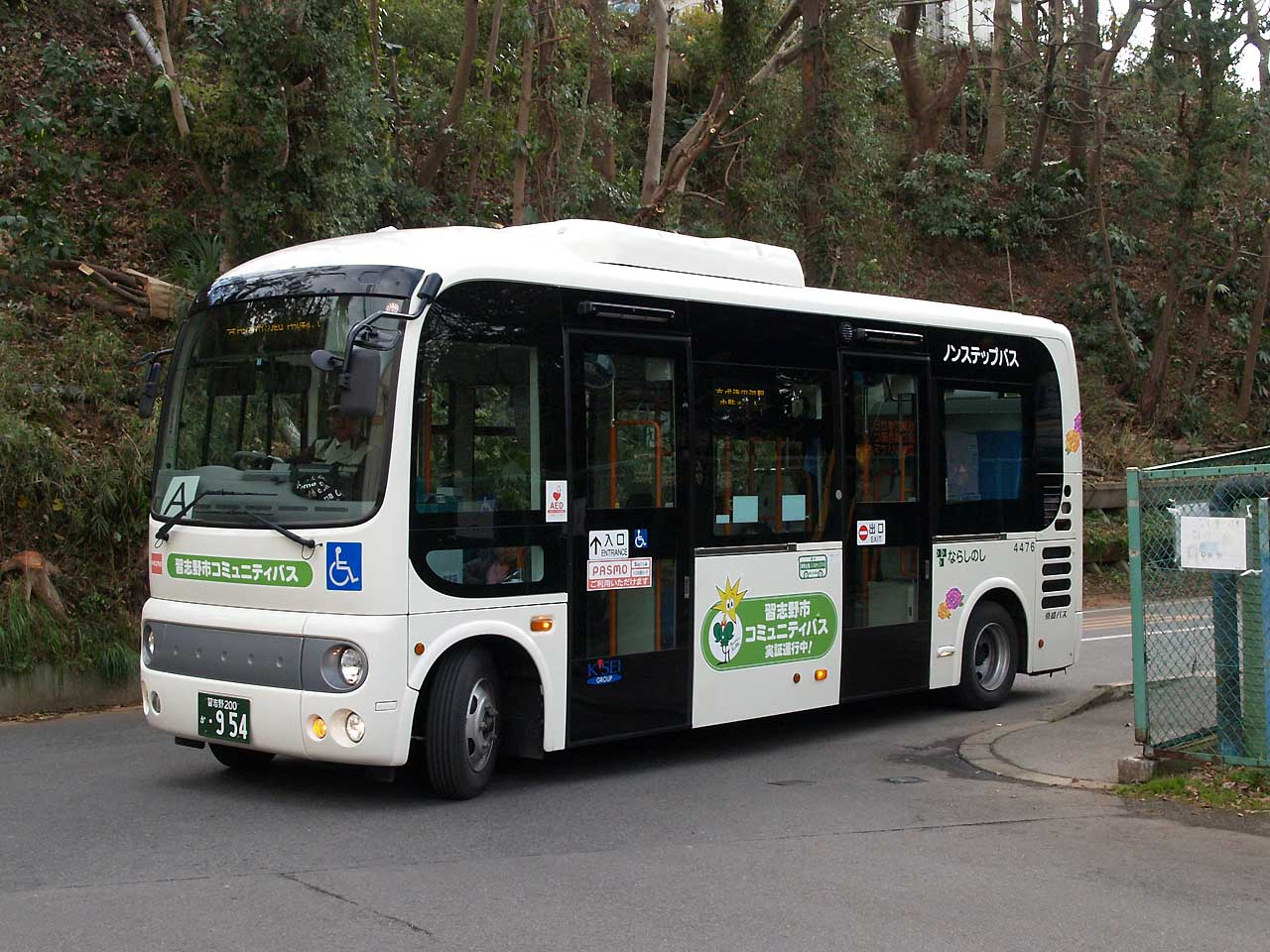
実証運行時代の車両
（2007年、藤崎小学校付近にて）

1980年代から導入が始まったコミュニティバスは、1995年に開業した武蔵野市「ムーバス」の成功により一躍ブームとなり、1990年代後半からは日本全国各地でコミュニティバスの開業が相次いだ。
こうした流れを受け、習志野市でも1996年（平成8年）頃から公共施設を結ぶ市内循環バスの運行が検討開始された。2001年度（平成13年度）に「習志野市循環バス検討委員会」を設置し、市内循環バスの運行について検討した結果、循環バスで市内を一巡すると所要時間は一周2時間を超え、定時性の確保が困難な上に利便性に欠けるという理由から、市内循環バスの運行を見送った経緯があった。しかし検討委員会では高齢化社会などに対応した公共交通についてさらに検討を進めるべきとの意見も上がった。
そのため、2006年（平成18年）2月に「習志野市コミュニティバス検討委員会」を設置し、新たなコミュニティバス運行について検討するとともに、2回にわたり市民アンケートを行って利用者ニーズを調査した結果、京成電鉄の鉄道駅から一般路線バスが少ない南北方向へコミュニティバスを運行することに決定した。
翌2007年（平成19年）11月29日からコミュニティバスの実証運行を開始。京成津田沼駅ルート、京成大久保駅ルート、実籾駅ルートで実証運行を開始した。運行は京成バスへ委託した。
その結果、京成津田沼駅ルートは利用者が目標乗車人数を達成し、2009年（平成21年）5月から本格運行へ移行した。その時点では京成大久保駅ルート、実籾駅ルートでは目標乗車人数に至らなかったことから、京成大久保駅ルートでは市民の要望などを取り入れて運行計画を変更した上で、さらに実証運行を継続した。その結果、京成大久保駅ルートでは利用が伸びて目標乗車人数を達成し、翌2010年（平成22年）5月から本格運行へ移行した。その一方で、実籾駅ルートは実証運行開始以来、目標乗車人数を達成できなかったことから、同年4月30日をもって実証運行を終了し、本格運行へ至らないまま廃止された。
この際に廃止された実籾ルートの運行地域では、のちに東習志野・実籾地域バス（愛称「ナラシド♪バス」）が運行開始されることとなる。
なお、本格運行へ移行したルートについては、事業主体が習志野市から京成バスへ移管された（詳細は「#習志野市コミュニティバスの運行形態」節を参照）。

### 習志野市コミュニティバスの運行形態
なお、習志野市では「習志野市ハッピーバス」に続いて「東習志野・実籾地域バス」が運行開始され（京成タクシーセントラル習志野営業所が事業主体として運行）、2種類のコミュニティバスが運行されている。
習志野市におけるコミュニティバスの運行形態は、実証運行時は市が運行主体となって運行を開始するが、本格運行へ移行後は交通事業者（バス事業者・タクシー事業者）が運行主体となり、市としては収支状況に応じて運行補助は行うものの「更なる利用者増加や運賃以外の収入促進などに取り組み、市が補助することなくコミュニティバスの運営が成り立つよう努める」ものとしている。つまりあくまで運行主体は交通事業者であり、他の自治体の多くのコミュニティバスが採用する、自治体が運行主体となり交通事業者へ運行委託するという形態とは異なる。

## 沿革
- 1996年（平成8年）頃：習志野市で公共施設を結ぶ市内循環バスの運行が検討開始される[2]。
- 2001年（平成13年）：「習志野市循環バス検討委員会」を設置。市内循環バスの運行について検討したが、運行計画が見送りとなる[2]。
- 2006年（平成18年）2月：「習志野市コミュニティバス検討委員会」を設置。新たなコミュニティバス運行について検討した結果、コミュニティバスの実証運行を決定[2]。
- 2007年（平成19年）11月29日：習志野市コミュニティバスの実証運行を、京成津田沼駅ルート、京成大久保駅ルート、実籾駅ルートで開始[2][9]。
- 2008年（平成20年）：11月15日から12月26日にかけてコミュニティバスの愛称を公募、「ハッピーバス」に決定[4]。これにより「習志野市ハッピーバス」へ改称。
- 2009年（平成21年）5月1日：京成津田沼駅ルートが本格運行へ移行[2]。京成大久保駅ルート、実籾駅ルートは実証運行を継続[2][10]。
- 2010年（平成22年）
  - 4月30日：実籾ルートの実証運行を終了、本格運行へ至らずに廃止[2]。
  - 5月1日：運行計画を変更した京成大久保駅ルートが本格運行へ移行[2]。
- 2022年（令和4年）4月1日：京成津田沼駅ルートでダイヤ改正、全便が習志野市役所ロータリーに乗り入れ開始[11][12]。
- 2023年（令和5年）3月31日：京成津田沼駅ルートで土休日ダイヤを設定するダイヤ改正、及び京成津田沼駅ルート、京成大久保駅ルートで乗車方法を前乗り先払い方式から中乗り後払い方式に変更する改正を実施。

## 運行内容
- 京成バスのバスロケーションシステム「京成バスナビ」で運行状況を調べることができる[2]。

### 運賃・乗車券類
運賃・乗車券類は令和5年3月31日時点での情報です。令和元年の消費税増税に伴う運賃改定でIC運賃が10円未満の値上げになりました。令和5年3月31日のダイヤ改正で前乗り先払い申告制から中乗り後払いに変更されました。
- 運賃は運賃変更地点の京成津田沼駅ルート「（海浜方面）1番 京成津田沼駅/（内陸方面）2番 京成津田沼駅入口」または京成大久保駅ルート「11番 三角公園」を超えて利用しない場合、全ルート共通の大人160円（IC運賃157円）、小人80円（IC運賃79円）。
  - 運賃変更地点を超える場合は通常運賃に50円増しの大人210円（IC運賃210円）、小人110円（IC運賃105円）。
  - 京成津田沼駅ルートと京成大久保駅ルートを乗り換える場合はここまでの運賃に100円増し。（IC運賃、小人運賃は若干異なる） ）「3番/7番 第五中学校」または「7番/8番 企業局西」での降車時に申告し、乗継券を発行してもらう必要がある。
  - 京成津田沼駅ルートと京成大久保駅ルートを乗り換え、運賃変更地点も超える場合、先述の100円増し+50円増しの合計150円増し。
  - 内陸ルートから海浜ルートの「3番 習志野市役所」までを利用する場合は、運賃変更地点を超えても通常運賃で乗車できる。
- Suica・PASMO、また京成バスの発行する各種全線パス類も利用可能。運行開始時はバス共通カードも利用できた。
- ハッピーバス全線を1か月間自由に乗車できる定期乗車券「ハッピーPASS」を、バス営業所などで5,000円で発売している。

## 現行路線

### 京成津田沼駅ルート

#### 内陸ルート
- （海浜ルートから）→②京成津田沼駅入口 - ③津田沼二丁目 - ④児童遊園入口 - ⑤公務員住宅前 - ⑥津田沼一丁目 - ⑦第五中学校 - ⑧企業局西 - ⑨企業局北 - ⑩堀込貝塚入口 - ⑪藤崎交番 - ⑫藤崎保育所入口 - ⑬藤崎四丁目 - ⑭藤崎緑地 - ⑮住宅前 - ⑯藤崎小学校 - ⑰デイサービス津田沼前 - ⑫藤崎保育所入口 - ⑪藤崎交番 - ⑩堀込貝塚入口 - ⑨企業局北 - ⑧企業局西 - ⑦第五中学校 - ⑥津田沼一丁目 - ⑤公務員住宅前 - ④児童遊園入口 - ③津田沼二丁目 - ②京成津田沼駅入口 - ①京成津田沼駅（海浜方面のみ）→（海浜ルートへ）

#### 海浜ルート
- - ②京成津田沼駅入口（内陸ルートから）→①京成津田沼駅（海浜方面のみ） - ②習志野第一病院前 - ③習志野市役所 - ④鷺沼小学校 - ⑤鷺沼三丁目 - ⑥鷺沼霊堂 - ⑦鷺沼一丁目 - ⑧明徳そでにの保育園 - ⑨第三中学校 - ⑩第七中学校 - ⑪香澄近隣公園（副駅名：香澄ふれあい公園） - ⑫香澄小学校 - ⑬香澄三丁目 - ⑭おやま公園 - ⑮香澄公園東 - ⑯香澄公園中央 - ⑰香澄公園西 - ⑱中央消防署秋津出張所 - ⑲総合福祉センター - ⑳団地中央 - ㉑ケアセンター習志野 - ㉒秋津運動公園入口 - ㉓千葉工業大学入口 - ㉔新習志野駅 - ㉕海浜公園（一部便は新習志野駅止）

### 京成大久保駅ルート
- ①新津田沼駅北口 - ②イオン津田沼店前 - ③第五中学校 - ④企業局西 - ⑤企業局南 - ⑥鷺沼台一丁目 - ⑦習志野警察署 - ⑧ハミングパーク入口 - ⑨鷺沼台二丁目 - ⑩本大久保一丁目 - ⑪三角公園 - ⑫大久保一丁目 - ⑬京成大久保駅北口 - ⑭京成大久保駅南口 - ⑮三叉路 - ⑯本大久保五丁目 - ⑰保健所 - ⑱屋敷四丁目 - ⑲実籾本郷入口 - ⑳実籾高校前 - ㉑東部福祉センター
- ①新津田沼駅北口 -上段参照- ⑪三角公園 - ㉒大久保小学校南 - ㉓大久保小学校 - ㉔済生会習志野病院南 - ㉕済生会習志野病院 - ㉖東邦大学前 - ㉗日大生産工学部 - ㉘八幡公園 - ㉙大久保東郵便局 - ⑭京成大久保南口 -上段参照- ㉑東部福祉センター（平日のみ）
  - 平日の昼は交互に運転される。

### 備考
- 京成津田沼駅から、内陸ルートはJR津田沼駅の東をかすめて北の藤崎地区を、海浜ルートは習志野市役所から鷺沼地区を経て南の香澄団地・秋津団地・茜浜緑地を結ぶ。
- 京成津田沼駅・JR津田沼駅の両方の駅前ロータリーに乗り入れない。海浜ルート方面は道路上の「1番 京成津田沼駅」、内陸ルート方面は「2番 京成津田沼駅入口」が京成津田沼駅の最寄り停留所となる（2020年4月1日より）。JR津田沼駅の最寄りは、内陸ルート「6番 津田沼一丁目」（イトーヨーカドー津田沼店の入口前）となる。
- 海浜公園では、開場中は公園駐車場内で乗降と折り返しを行うが、閉場中は路上停留所で降車させた後、茜浜車庫で折り返して再び路上停留所で乗車させる。
- 海浜ルートの「23番 千葉工業大学入口」は千葉工業大学の新習志野（芝園）校地、「25番 海浜公園」は同大学茜浜校地の最寄り停留所である。後者は本ルートのみの停留所である。
- 海浜ルートは、実証運行時代は「23番 千葉工業大学入口」 - 「24番 海浜公園」で、間に新習志野駅を経由しなかった。新習志野駅の追加と24番の付番に伴い、海浜公園は25番となった。
- 京成大久保駅ルートは、2009年5月のルート変更により、「第五中学校」で京成津田沼駅内陸ルート、「京成大久保駅南口」で実籾駅ルートとの乗継が可能になった。乗務員から乗継券を受けることで、乗継後の運賃が大人100円・小人50円となる（乗換後の運賃が不要となる区間も一部ある）。
- 京成大久保駅ルートは、2010年4月30日の実籾ルート廃止により、実籾ルートの一部区間をカバーするように経路が変更された。
- 京成大久保駅ルートは「11番 三角公園」を超えて乗った場合、運賃は大人210円、子供110円となる。
- 京成大久保ルートは、後に「20番 実籾高校前」が追加され、東部保健福祉センターと大久保小学校南～大久保東郵便局の停留所番号が1つずつ大きな値とった。

## 過去の路線

### 京成大久保駅ルート
実証運行開始時のルート。
- 新津田沼駅北口 - 第五中学校 - 習志野警察署 - 京成大久保駅北口・南口 - 東部保健福祉センター
  - 「11番 三角公園」を越えて乗車した場合、（現金）運賃が大人210円・小人110円となる。

### 実籾駅ルート
実証運行開始時のルート。本格運行へ移行せずそのまま廃止。
- 済生会習志野病院 - 京成大久保駅南口 - 日大実籾（日本大学生産工学部）校舎正門 - 実籾駅 - 東習志野コミュニティセンター - 日鐵住金溶接工業 - 東習志野コミュニティセンター - ほたる野商店会 - 日大実籾校舎正門 - 京成大久保駅南口 - 済生会習志野病院
  - 済生会習志野病院 - 京成大久保駅南口間は平日のみ運行。「9番 第二中学校入口」を越えて乗車した場合、現金運賃が大人210円・小人110円となる。

## 車両
車両は専用カラーの日野・ポンチョが使用される。
車検などで専用車両が使用できない場合は、代車として京成バス新都心営業所の標準カラー（カモメ塗装）の日野・ポンチョ、または三菱ふそう・エアロミディMEが使用されることもある。